# Ladečka
Ladečka (do roku 1950 Lichtenštejn) je malá vesnice, část obce Horní Podluží v okrese Děčín. Nachází se asi jeden kilometr severozápadně od Horního Podluží. Ladečka leží v katastrálním území Horní Podluží o výměře 7,33 km².

## Historie
První písemná zmínka o vesnici pochází z roku 1748.

## Obyvatelstvo
Při sčítání lidu v roce 1921 zde žilo 101 obyvatel (z toho 48 mužů) německé národnosti, z nichž bylo 94 katolíků, čtyři evangelíci, jeden člen nezjišťovaných církví a dva lidé bez vyznání. Podle sčítání lidu z roku 1930 měla vesnice 115 obyvatel: 1 Čechoslováka, 108 Němců a šest cizinců. Kromě římskokatolické většiny ve vsi žilo šest evangelíků, deset příslušníků nezjišťovaných církví a jeden člověk bez vyznání.
|                                                                        | 1869 | 1880 | 1890 | 1900 | 1910 | 1921 | 1930 | 1950 | 1961 | 1970 | 1980 | 1991 | 2001 | 2011 |
| ---------------------------------------------------------------------- | ---- | ---- | ---- | ---- | ---- | ---- | ---- | ---- | ---- | ---- | ---- | ---- | ---- | ---- |
| Obyvatelé                                                              | 164  | 151  | 136  | 115  | 121  | 101  | 115  | 43   | 37   | 30   | 37   | 21   | 19   | 10   |
| Domy                                                                   | 15   | 16   | 16   | 17   | 17   | 17   | 17   | 16   | .    | 8    | 6    | 3    | 8    | 10   |
| Počet domů z roku 1961 je zahrnut v domech místní části Horní Podluží. |      |      |      |      |      |      |      |      |      |      |      |      |      |      |